# Serap Berrakkarasu
Serap Berrakkarasu (* 1962 in Istanbul) ist eine deutsch-türkische Dokumentarfilmerin.
In den Filmen Töchter zweier Welten (1991) und Ekmek Parasi – Geld fürs Brot (1994) stellte sie Lebens- und Arbeitswelten von Türkinnen in Deutschland dar. Für letzteren gewann sie bei den Nordischen Filmtagen Lübeck den Dokumentarfilmpreis.  Beide Filme wurden von Arsenal – Institut für Film und Videokunst digital restauriert. Töchter zweier Welten lief daraufhin 2019 auf der Berlinale in der Sektion Retrospektive.